# Tutul Xiu (Adelsgeschlecht)

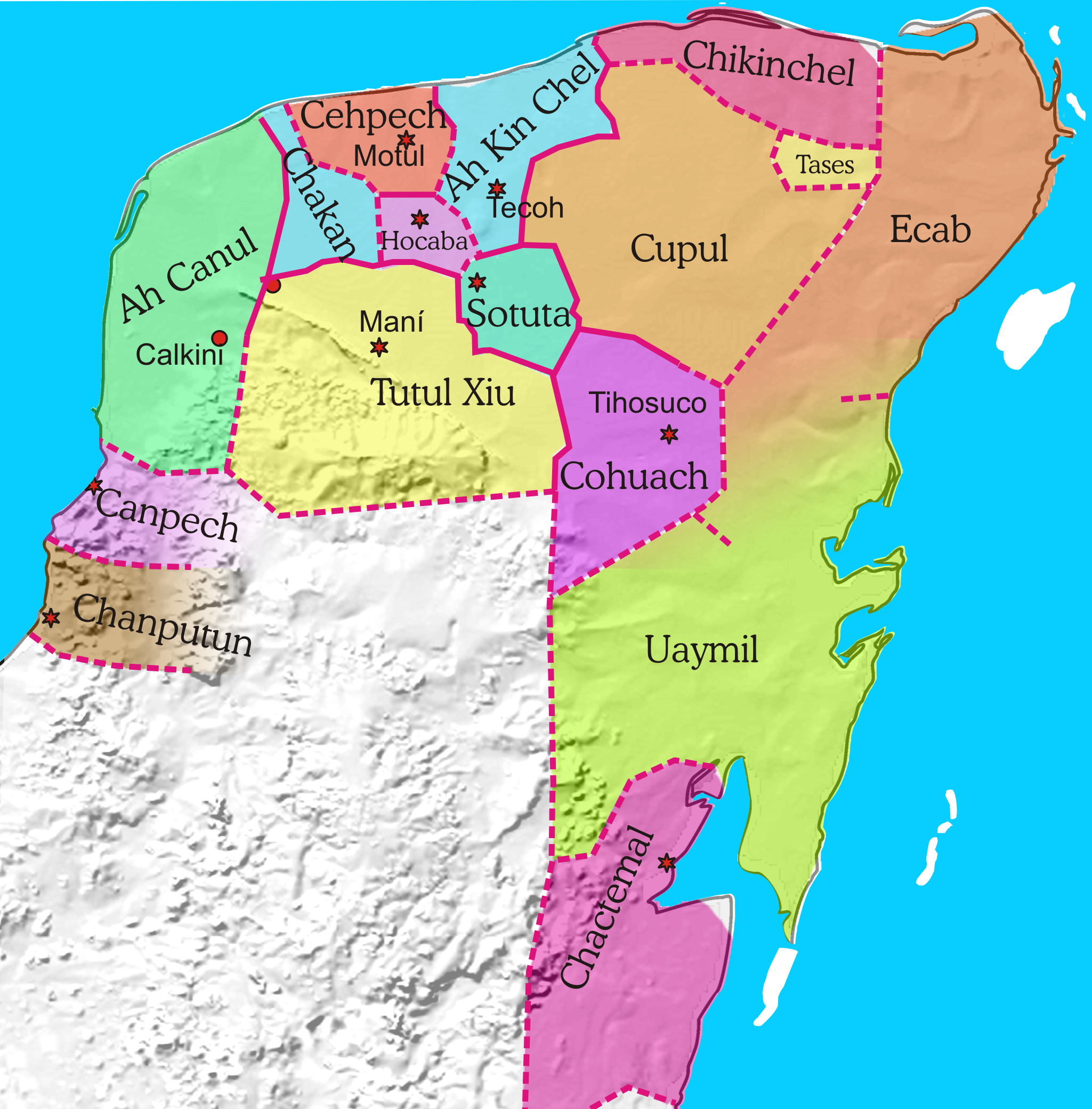
Politische Gliederung um 1500

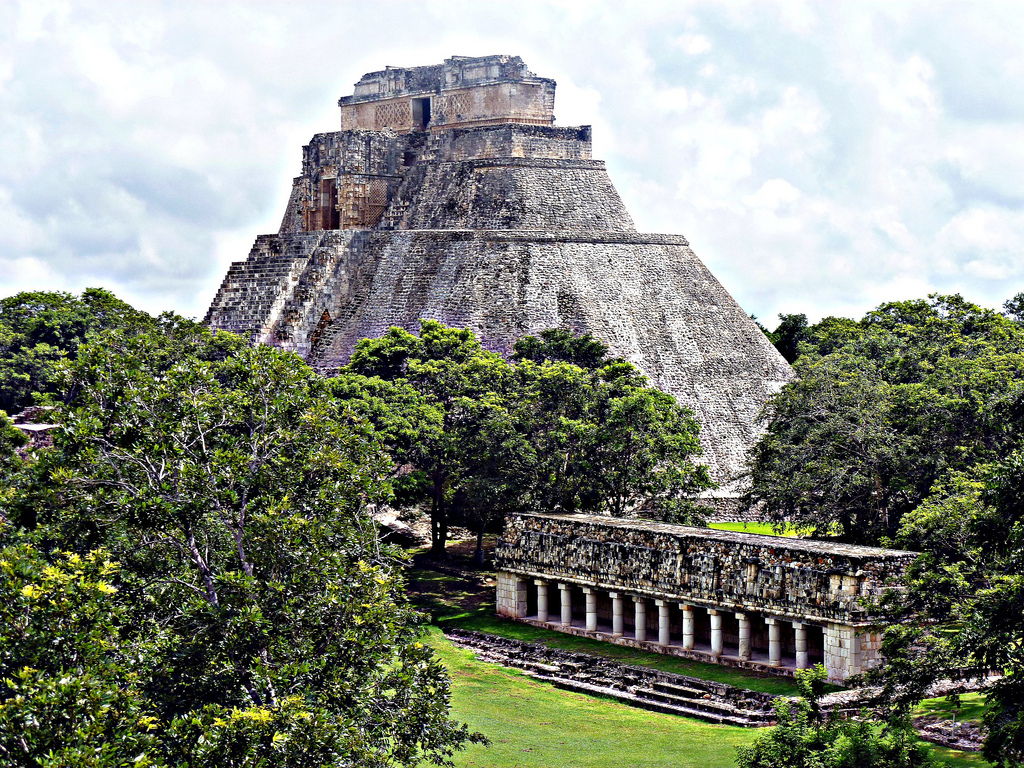
Uxmal

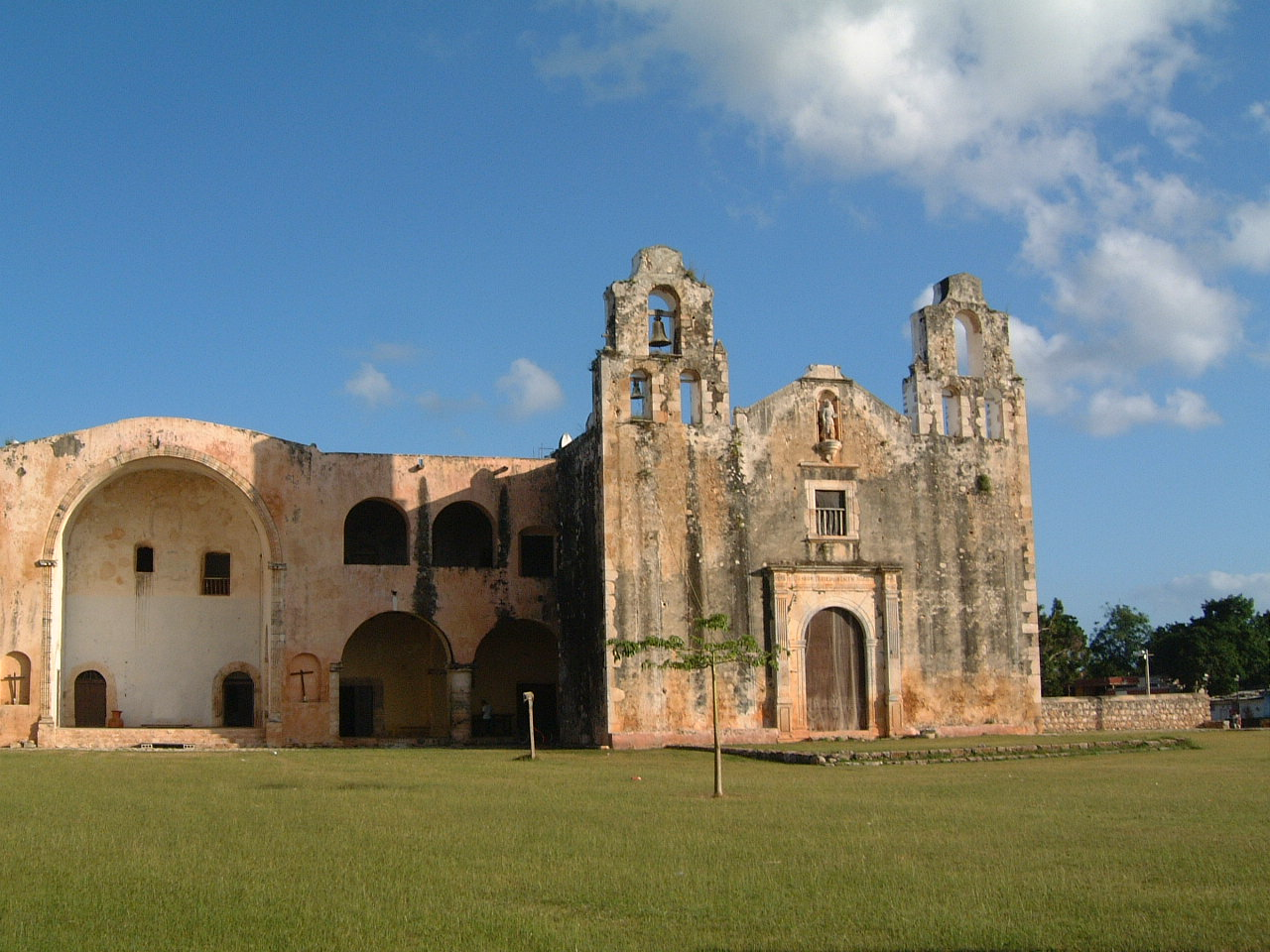
Franziskanerkloster in Maní

Tutul Xiu, auch nur Xiu oder Tutul Xiw, ist der Name eines postklassischen Fürstengeschlechts der Maya aus Yucatán. Die Familie besteht bis in die Gegenwart fort.

## Geschichte
Als Heimat der Tultul Xiu wird in den indigenen Überlieferungen das Küstenland von Tabasco angesehen, von wo sie unter der Führung von Holon Ch'an Tepehu nach Yucatán einwanderten. Im Jahre 928 sollen sie die Itzá aus Chakán Putum vertrieben haben, residierten möglicherweise sogar in Chichén Itzá selbst und sollen schließlich unter der Führung von Ah Cuitok Tutul Xiu alias Hun Uitzil Chac die Stadt Uxmal gegründet haben. Ebenfalls sollen die Tutul Xiu der sogenannten Liga von Mayapán angehört haben.
Weder archäologische Befunde noch die Altamerikanistik haben bisher diese Angaben stützen können.
Als Uxmal aufgegeben wurde, sollen die Tutul Xiu ihre Residenz nach Maní verlegt haben, wo sie bis in jüngerer Zeit einen Familiensitz haben, sie hatten jedoch u. a. auch Residenzen in Panabchen, Ticit, Yacaman oder Yaxa. Das von ihnen beherrschte Fürstentum hieß ebenfalls Tutul Xiu.
Unter Ah Xupan Xiu, dem Halach Huinik von Maní, erhoben sich die Maya 1441 bis 1461 zu einem Aufstand gegen die Vorherrschaft der Cocom. Der Umsturz war erfolgreich und führte zur fast völligen Auslöschung der Cocom und zur Zerstörung von Ich Paa. In der Folge etablierten sich 16 Fürstentümer (Mayathan: cuchcabal) in Yucatán, wie sie noch von den Spaniern, mit denen sich die Tutul Xiu alliierten, angetroffen wurden. Zu dieser Zeit waren die Tutul Xiu eines der mächtigsten Geschlechter unter den Mayafürsten und herrschten über eine der größten Jurisdiktionen. Ebenfalls eine Folge, die bis in die Zeit der spanischen Eroberung anhielt, war eine tiefe Feindschaft mit den Cocom, die auch kriegerisch ausgetragen wurde. Letztere führten zeitweise den Widerstand gegen die Spanier an. 1536 soll eine Gruppe von Pilgern aus der Familie der Xiu, die am heiligen Cenote von Chichén Itzá für ein Ende einer Dürreperiode Opfer ausführen wollten, von den Cocom im Schlaf getötet worden sein.
Zwischen dem 25. Dezember 1557 und 6. Januar 1558 nahm Alonso Ortiz de Argueta, der spanische Statthalter in Yucatán, anlässlich der Thronbesteigung Philipps II. von Spanien die Huldigungen neben anderen auch von Francisco Montejo Xiu aus Maní als Repräsentant seiner Familie entgegen. Im 16. Jahrhundert hatte sein Großneffe Don Pedro Xiu die Funktion eines Batab von Tekax inne.

## Stammlinie
- Hun Uitzil Chac Tutul Xiuh, ⚭ Ix (...) aus Ticul
  - Ah Dzun Xiu
    - Ah Op Xiu
      - Nappol Chuuah Xiu
        - Ah Çiyah Xiu, Herrscher von Yacaman, († 1536)
          - (Ah Kukil) Francisco Montejo Xiu, letzter Halach Huinik von Maní, 1542 alliiert mit Montejo, dann Gouverneur von Maní († nach 1557), ⚭ Doña María Xiu s. u.

    - Ah Cetz Xiu
      - Ah Kukil Xiu
        - Don Diego Xiu, 1581 Gouverneur von Tikit

    - Ah Uitz Xiu
      - Ah Tzam (Itzam) Xiu
        - Don Juan Xiu
          - Doña María Xiu, Calotmul, ⚭ Francisco de Montejo Xiu s. o.

    - Ah Kauil Xiu
      - Ah Lol Xiu
        - Ah Dzulub Xiu, Viavelo de Don Francisco Pacab, Qxkutzcab
          - Ix Kukil Xiu, Mutter des Gaspar Antonio Chi

  - Ah Uitz Xiu
    - Ah Cuat Xiu
      - Ah Atti(r)a Xiu
        - Nabatun Xiu, (ca. 1540 Batab von Panabche'en)
          - Don Alonso Xiu, 1557–1572 Gouverneur von Tikit